# Nebe nad Berlínem
Nebe nad Berlínem (v německém originále Der Himmel über Berlin) je německý dramatický film režiséra Wima Wenderse z roku 1987. Děj filmu se odehrává v Berlíně a vypráví příběh dvou andělů Damiela a Cassiela a cirkusové artistky Marion. V roce 1993 Wenders natočil sequel filmu nazvaný Tak daleko, tak blízko!. Režisér Brad Silberling v roce 1998 natočil remake filmu pod názvem Město andělů.

## Obsazení
| Bruno Ganz                  | Damiel    |
| Solveig Dommartin           | Marion    |
| Otto Sander                 | Cassiel   |
| Curt Bois                   | Homer     |
| Peter Falk                  | sám sebe  |
| Nick Cave and the Bad Seeds | sami sebe |
| Crime & the City Solution   | sami sebe |